# Heinrich Volkmar Andreae
Heinrich Volkmar Andreae (* 9. Juni 1817 in Heidenheim; † 19. März 1900 in Clarens bei Montreux) war ein deutsch-schweizerischer Apotheker.

## Leben

### Familie
Heinrich Volkmar Andreae war der Sohn des Lehrers Mathias Andreae.
Seit 1844 war er mit Marie Adèle (* 14. April 1818 in Môtiers; † 1885), Tochter von Abraham Louis Richardet (1789–1866), verheiratet; gemeinsam hatten sie fünf Kinder. Seine Enkel waren der Bauingenieur und Hochschullehrer Charles Andreae und der Dirigent und Komponist Volkmar Andreae und sein Urenkel war der Pianist Hans Andreae. 

### Werdegang
Heinrich Volkmar Andreae erhielt eine pharmazeutische Ausbildung anfangs in Biel und darauf in Le Locle.
Nachdem er 1839 das Staatsexamen in Neuenburg bestanden hatte, wurde er erst Apotheker in Môtiers und liess sich dann 1841 in Fleurier nieder.
1862 wurde er in die Sanitätskommission des Kantons Neuenburg gewählt, die 1832 zur Bekämpfung der Cholera geschaffen worden war, und war dort als Prüfer für Ärzte und Apotheker tätig.
In seiner Freizeit interessierte er sich für die Botanik, beschäftigte sich mit der Musik und war auch als Alpinist tätig.

### Gesellschaftliches Wirken
Heinrich Volkmar Andreae war ein Förderer der Kultur sowie der Naturwissenschaften des Juras und war Mitbegründer der 1859 gegründeten Société du Musée de Fleurier (heute: Musée régional du Val-de-Travers), eine Gesellschaft des öffentlichen Nutzens und des gegenseitigen Lernens. 
1865 gründete er, gemeinsam mit Auguste Bachelin, Edouard Desor, Louis Favre (1822–1904) und Louis Guillaume (1833–1924), den Club Jurassien in Noiraigue, dessen Ziel es war, seine Mitglieder für die Naturwissenschaften, die Beobachtung und den Schutz der Natur und des Kulturerbes zu interessieren und ihnen diese näherzubringen. Hierzu wurden Treffen, Konferenzen und Exkursionen organisiert, um die Flora, Fauna, Geologie und Geschichte der Region zu entdecken und zu studieren.

## Ehrungen und Auszeichnungen
1895 wurde Heinrich Volkmar Andreae Ehrenmitglied des Schweizerischen Apothekervereins (heute: pharmaSuisse).

## Schriften (Auswahl)
- Aperçu sur la flore du Jura. Paris 1869.
- Flora: influences septiques & antiseptiques. Neuchâtel: Impr. Attinger, 1891.
- Etudes hygiéniques. Neuchâtel: Impr. Attinger, 1892–1893.
- Influenza: populär-hygienische Studien über septische und antiseptische Einflüsse. Fleurier: Beim Selbstverleger; Neuchâtel: Attinger, 1894.
- Jésus-Christ médecin. Neuchâtel: Impr. Attinger, 1895.
- Les puissances harmoniques et réparatrices de la vie. Neuchâtel: Typ. Attinger, 1895.
- Hygiène, prophylaxie, influences: conseils d'un vieux botaniste du Jura. Fleurier: Etablissement central de préparations hygiéniques et antiseptiques végétales, 1895.
- Alpes et Jura. Montreux: Soc. de l'Impr. et Lithogr., 1898.